# Tuščica
Tuščica (ponegdje i Tušnica) je rijeka u Bosni i Hercegovini, lijepi pritok Vrbasa.
Rijeka Tuščica izvire kod Pridvoraca, a u rijeku Vrbas se ulijeva kod Boljkovca na 751 m/nm. Cjelokupan tok rijeke nalazi se u općini Uskoplje (Privor).